# لاکس، اندر
لاکس، اندر (به فرانسوی: Lacs) یک کمون در فرانسه است که در اندر واقع شده‌است. لاکس ۱۳٫۴۶ کیلومتر مربع مساحت و ۶۵۳ نفر جمعیت دارد و ۲۲۰ متر بالاتر از سطح دریا واقع شده‌است.